# GenSight Biologics
GenSight Biologics ist ein französisches Gentherapie-Unternehmen, das sich auf die Entdeckung, Entwicklung und Vermarktung neuartiger Therapien für Patienten mit schweren neurodegenerativen Erkrankungen der Netzhaut konzentriert.
GenSight ist an der Pariser Börse notiert. Das Unternehmen mit Sitz in Paris verfügt über eine Pipeline von zwei Produkten, von denen das Produkt zur Behandlung der Leberschen Hereditären Optikus-Neuropathie (LHON) am weitesten fortgeschritten ist.
Im Mai 2021 wurden länderspezifische Büros in Frankreich, Deutschland und UK eröffnet.

## Geschichte / Finanzen
GenSight Biologics wurde 2012 von Bernard Gilly gegründet. In 2016 erfolgte der Börsengang (IPO). Noch schreibt GenSight Verluste. Einnahmen entstehen dadurch, dass erste Patienten – im Rahmen einer von der französischen Arzneimittelsicherheitsbehörde Agence Nationale de Sécurité du Médicament (ANSM) erteilten vorläufigen Anwendungsgenehmigung (Temporary Authorisation for Use, ATU); (Early Access Program) – einen frühen Zugang zur Behandlung mit Lumevoq erhalten.

## Pipeline
Die Pipeline von GenSight nutzt zwei zentrale Technologieplattformen, die Mitochondrial Targeting Sequence (MTS) und die Optogenetik, um das Sehvermögen von Patienten, die an blind machenden Netzhauterkrankungen leiden, zu erhalten oder wiederherzustellen.
- Der führende Produktkandidat, Lumevoq (GS010; Lenadogen nolparvovec), wurde im Oktober 2020 bei der Europäischen Arzneimittel-Agentur (EMA) zur Zulassung für die Behandlung der Leberschen Hereditären Optikus-Neuropathie (LHON) eingereicht. Bei LHON handelt es sich um eine seltene mitochondriale Krankheit, die vor allem Jugendliche und junge Erwachsene betrifft und zu irreversibler Erblindung führt.[7][8][9] Das Medikament ist bisher noch nicht zugelassen.

- Der zweite Kandidat trägt die Bezeichnung GS030 und ist zur Behandlung der Retinopathia pigmentosa vorgesehen. Sie ist die häufigste Ursache für erblich bedingte Blindheit in den Industrieländern und ist durch einen fortschreitenden Sehverlust gekennzeichnet, für den es derzeit keine Heilung gibt.[10][11] Das Medikament ist bisher noch nicht zugelassen.

## Gentherapie
Eine Gentherapie umfasst die Korrektur krankheitsbedingter Gene durch die Anwendung rekombinanter DNA-Techniken mit dem Ziel, durch die Veränderung des Genoms eines Menschen genetisch bedingte Krankheiten (Erbkrankheiten) zu behandeln oder diesen vorzubeugen. Mittels rekombinanter Nukleinsäuren wie DNA oder RNA wird die Nukleinsäuresequenz beim Menschen reguliert, repariert, ersetzt, hinzugefügt oder entfernt. So wird beispielsweise ein intaktes Gen in das Genom der Zielzelle eingefügt, um ein defektes Gen zu ersetzen, das ursächlich für die Entstehung der Krankheit ist. Die eingebrachten Gene dienen dabei als therapeutisch wirksame Stoffe (Gentherapeutika).